# Побединский-Платонов, Иван Иванович
Иван Иванович Побединский-Платонов (1821 — 30 апреля 1871) — профессор Московской духовной академии, священник, духовный писатель.

## Биография
Родился в семье псаломщика Ивана Побединского. Учился последовательно в двух духовных училищах и Вифанской духовной семинарии, откуда поступил в Московскую духовную академию. В период обучения в Академии получал стипендию митрополита Платона (Левшина), входя в число так называемых «Платоников», и в связи с этим, по устоявшейся у стипендиатов традиции, прибавил к своей фамилии фамилию Платонов (см. также И. Н. Аничков-Платонов, Н. П. Гиляров-Платонов, В. Д. Кудрявцев-Платонов, И. М. Терновский-Платонов и др.).
В 1846 году Побединский-Платонов окончил курс Академии со степенью магистра первым в выпуске, и в том же году был назначен преподавателем логики, психологии и латинского языка в Московской духовной семинарии. В 1850—52 годах читал в Московской духовной академии курс патристики, после чего поступил в Елизаветинский институт учителем закона божьего и настоятелем домовой училищной церкви. Через год он был назначен священником церкви священномученика Власия (возможно, имеется в виду церковь Святого Власия в Старой Конюшенной слободе), где и оставался до конца жизни. Побединский-Платонов был членом-секретарём московского Общества любителей духовного просвещения, на заседаниях которого зачитывал фрагменты из собственных работ и критические разборы иностранных богословских сочинений.

## Сочинения
Из трудов Побединского-Платонова известны:
- «О пророческом служении Амоса и книге его пророчеств» («Прибавления» к «Творениям Святых Отцов», 1852, т. XI)
- «О Климентинах» («Православное Обозрение», 1860, т. I, № 2 и 3; т. II, № 7)
- «О новооткрытом библейском кодексе, привезённом из „Синайского монастыря“ Тишендорфом» (там же, 1860 г., т. III, № 11)
- «Принесете Исаака в жертву богу» («Душеполезное чтение», 1860, январь)
- Цикл статей с изложением событий библейской истории для журнала «Душеполезное чтение», опубликованных в различных номерах журнала за 1872—1874 годы:
  - «Времена судей израилевых» («Душеполезное чтение», 1872, май)
  - «История израильского народа при Самуиле» (июль)
  - «Царствование Саула» (август — сентябрь)
  - «Царствование Давида» (октябрь — декабрь)
  - «Царствование Соломона» (1873, январь, апрель)
  - «История царства израильского и иудейского до Вавилонского плена» (1873, сентябрь — ноябрь; 1874, январь — март)
  - «Вавилонский плен» (апрель)
  - «Состояние иудеев при персидских царях и потом под властью Александра Македонского и его преемников» (май — июль)
  - Состояние иудеев под властью египетских и сирийских царей (сентябрь — ноябрь).